# Deux Jeunes à table
Deux Jeunes à table ((es) Dos jóvenes a la mesa) est une œuvre de jeunesse de Diego Vélasquez, unanimement jugée par la critique comme authentique. Elle est exposée en compagnie du Porteur d'eau de Séville au musée Wellington de l'Apsley House à Londres, où on les retrouve après la guerre d'indépendance espagnole.

## Histoire
Il s'agit probablement de l'une des « natures mortes » décrites par Antonio Palomino parmi les œuvres de jeunesse peintes par Vélasquez à Séville :
« Autre peinture représentant deux pauvres mangeant à une humble table, sur laquelle il y a différents pots en terre, des oranges, du pain, et d'autres choses, le tout observé avec une précision méticuleuse ».
Étant donné que, des tableaux peints à Séville, Palomino a seulement pu connaître ceux amenés par Velázquez à Madrid, ce pourrait être une autre version de ce même tableau ou une copie, qui a été décrite dans l'inventaire des biens du duc d'Alcalá, réalisé en 1637, où est mentionné succinctement un tableau attribué à Vélasquez «de deux hommes à mi-corps avec  un vase en verre».
Le tableau a été acheté par Charles III au marquis de la Ensenada le 25 août 1768, et est mentionné dans l'inventaire de 1772 du Palais royal de Madrid. Quatre années plus tard, il a été vu encore à cet endroit par Antonio Ponz, qui en parle comme d'une œuvre «du style» de Velázquez, mais il est absent des inventaires postérieurs de 1794 et 1814.
Une bonne partie de la critique passée situait le tableau parmi les toutes premières œuvres de Vélasquez, entre 1616 et 1618. José López-Rey le met en relation avec le porteur d'eau de Séville, qu'il pense peint deux ans après, vers 1620, et où il trouve de manière plus marquée quelques-unes des caractéristiques du Deux jeunes à table. De son côté, Jonathan Brown considère cette œuvre comme un pas en avant dans l'évolution de Vélasquez, après Le Porteur d'eau de Séville, en ayant franchi de «nouveaux degrés dans la hardiesse» car il présente, dans une composition d'apparence anodine, deux hommes ivres avec des visages à moitié cachés, réduits à l'échelle des objets qui les entourent. Pour Fernando Marías, il s'agirait, en fait, d'une œuvre peinte «pour se faire la main» peu de temps avant son départ pour Madrid et manifestant plus indépendance vis-à-vis des modèles connus que dans les natures mortes antérieures.

## Sources
- (es) Cet article est partiellement ou en totalité issu de l’article de Wikipédia en espagnol intitulé « Dos jóvenes a la mesa » (voir la liste des auteurs).